# Kanton Évreux-Ouest
Kanton Évreux-Ouest (fr. Canton de Évreux-Ouest) je francouzský kanton v departementu Eure v regionu Horní Normandie. Skládá se ze šesti obcí.

## Obce kantonu
- Arnières-sur-Iton
- Aulnay-sur-Iton
- Caugé
- Claville
- Évreux (západní část)
- Saint-Sébastien-de-Morsent